# Номенклатура ИЮПАК

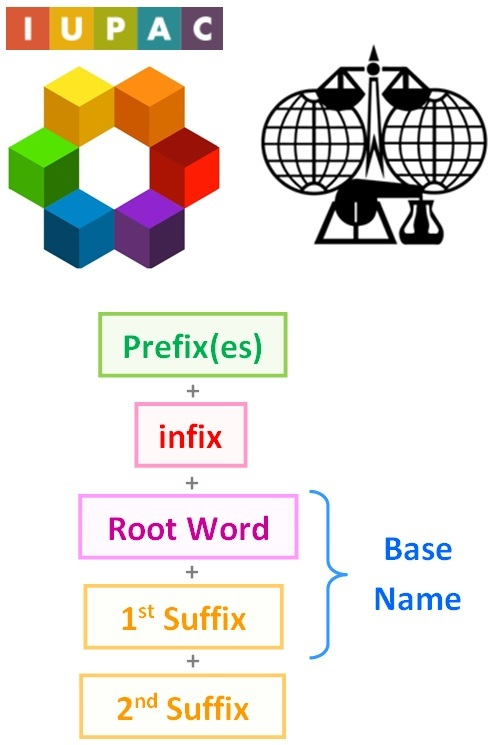
Основная структура названий соединений в номенклатуре ИЮПАК

Номенклату́ра ИЮПА́К — система наименований химических соединений и описания науки химии в целом. Она развивается и поддерживается в актуальном состоянии Международным союзом теоретической и прикладной химии — ИЮПАК (IUPAC).
Правила номенклатуры органических и неорганических соединений содержатся в официальных изданиях ИЮПАК, среди которых основными сводами правил являются:
- Синяя книга (Blue Book) — Правила номенклатуры органических соединений[1][2].
- Красная книга (Red Book) — Правила номенклатуры неорганических соединений[3].
- Зелёная книга (Green Book) — рекомендации по использованию символов, составленные совместно с ИЮПАК.
- Золотая книга (Gold Book) — компендиум по технической терминологии, применяемой в химии.

Изменения в этих документах публикуются в журнале «Pure and Applied Chemistry».

## Номенклатура
Комитет ИЮПАК имеет долгую историю официального именования органических и неорганических соединений. Номенклатура ИЮПАК разработана таким образом, что любое соединение может быть названо по одному набору стандартизированных правил, чтобы избежать дублирования имен. Первой публикацией по номенклатуре органических соединений ИЮПАК была «Руководство по номенклатуре органических соединений ИЮПАК» в 1900 году, в которой содержалась информация Международного конгресса прикладной химии.

### Органическая номенклатура
Названия органических соединений, согласно номенклатуре ИЮПАК, состоят из трех основных частей: англ. substituents заместители (выносятся в приставочную часть названия), англ. carbon chain length «длина углеродной цепи», составляющая основу названия, и англ. chemical ending «химическое окончание» (префикс). Заместителями могут выступать любые фрагменты и функциональные группы (кроме главной, указываемой в окончании), присоединенные к основной углеродной цепи. Основная углеродная цепь — это, как правило, самая длинная из возможных непрерывных цепей углеродных атомов. Химическое окончание обозначает тип соединения, в том числе его принадлежность к тому или иному классу органических веществ. Например, окончание -ан (-ane) обозначает углеродную цепь, не содержащую кратных связей, например, гексан (hexane).
Использование номенклатуры ИЮПАК для органических соединений, содержащих функциональные группы, можно также рассмотреть на примере циклогексанола (cyclohexanol):

Циклогексанол C_{6}H_{11}OH

- Присутствие в молекуле циклической углеродной цепи отражается в приставке цикло- (cyclo-).
- Указание длины углеродной цепи из 6 атомов отражается основой гекс (hex).
- Наличие в структуре насыщенной (без кратных связей) углеродной цепи определяется «химическим окончанием» (суффиксом) -ан (-ane).
- Наличие спиртовой (гидроксильной) функциональной группы приводится в «химическом окончании» (суффиксе) -ол (-ol).
- Два указанных выше химических окончания (суффикса) объединяются в одно окончание -анол (-anol), указывающее на наличие в структуре насыщенной углеродной цепи, соединённой с гидроксильной группой.

### Неорганическая номенклатура
Основная неорганическая номенклатура ИЮПАК состоит из двух основных частей: катиона и аниона. Катион — это название положительно заряженного иона, а анион — это название отрицательно заряженного иона.
Примером номенклатуры неорганической химии ИЮПАК является хлорат калия (KClO3):

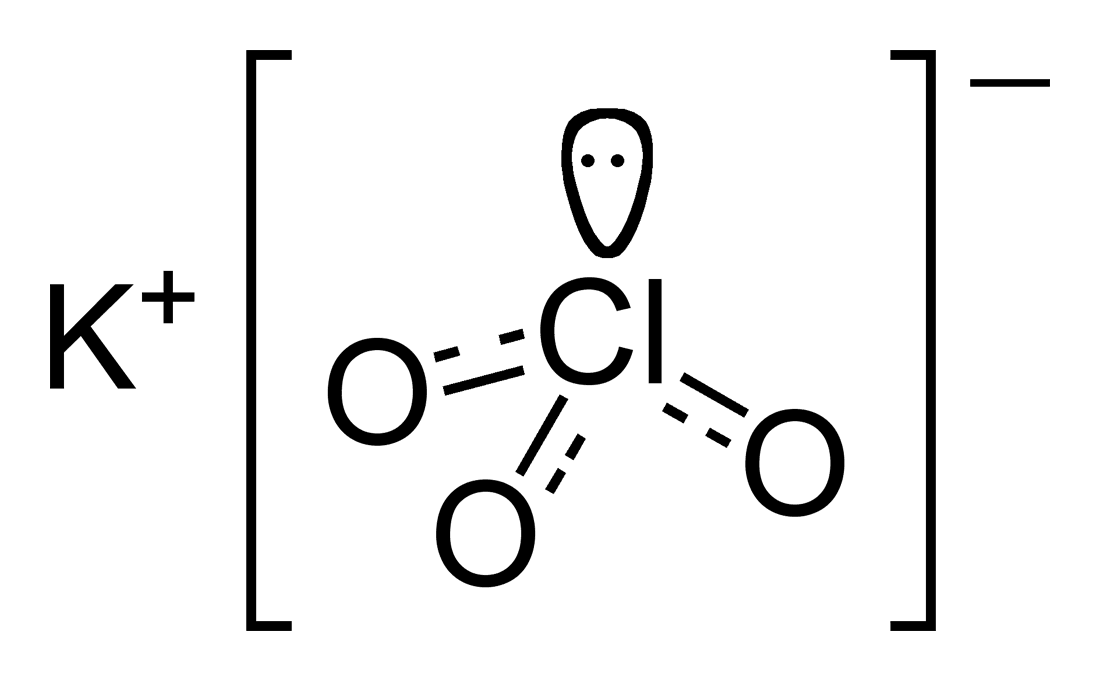
Хлорат калия

- «Калий» — название катиона.
- «Хлорат» — название аниона.